# Tradicijska kuća u Gusakovcu
Tradicijska kuća u Gusakovcu je objekt u mjestu Gusakovec, u općini Gornja Stubica, zaštićeno kulturno dobro.

## Opis dobra
Objekt tradicijske arhitekture, drvena stambena katnica, smještena je na uzvisini zaselka Zrinščaki u selu Gusakovec, općina Gornja Stubica. Izgrađena je u 19. st. na tradicijski način stubičkog kraja, od masivnih ručno tesanih hrastovih planjki horizontalno slaganih i međusobno spajanih na preklop, tzv. „vugliće“, položenih na ugaone velike, grubo klesane, kamene blokove. Unutrašnjost je očuvana u izvornom obliku s karakterističnim tlocrtnim rasporedom u prizemlju i na katu, međusobno povezanim vanjskim natkrivenim stubištem koje vodi na otvoreni trijem „ganjk“ kata. Očuvani su i pripadajući gospodarski objekti.

## Zaštita
Pod oznakom Z-3508 zavedena je kao nepokretno kulturno dobro - pojedinačno, pravna statusa zaštićena kulturnog dobra, klasificirano kao "profana graditeljska baština".